# Peder Lunde Jr.
Peder Lunde Jr. (Oslo, 9 februari 1942) is een Noors zeiler.
Lunde won tijdens de Olympische Zomerspelen 1960 samen met Bjørn Bergvall de gouden medaille in de Flying Dutchman klasse. Acht jaar later won Lunde de zilveren medaille in de star klasse tijdens de Olympische Zomerspelen 1968.
Lunde nam deel aan de Whitbread Round the World 1981-1982 en behaalde als schipper van de Berge Viking de achtste plaats.
Lunde zijn ouders Peder won samen met zijn vrouw Vibeke de zilveren mediadille in de 5,5 meter klasse tijdens de 1952. Lunde zijn opa Eugen Lunde won de gouden medaille in de 6 meter klasse tijdens de Olympische Zomerspelen 1924.
Lunde zijn dochter Jeanette Lunde nam tijdens de Olympische Spelen zowel deel aan het zeilen en aan het alpineskiën. 

## Resultaten

### Olympische Zomerspelen
| Jaar | Plaats      | Resultaten             |
| ---- | ----------- | ---------------------- |
| 1960 | Rome        | Flying Dutchman klasse |
| 1968 | Mexico-stad | Star klasse            |
| 1972 | München     | 6e Tempest klasse      |
| 1976 | Montreal    | 16e Soling klasse      |

1960: Bjørn Bergvall / Peder Lunde ·
1964: Helmer Pedersen / Earle Wells ·
1968: Iain MacDonald-Smith / Rodney Pattisson ·
1972: Christopher Davies / Rodney Pattisson ·
1976: Eckart Diesch / Jörg Diesch ·
1980: Alejandro Abascal / Miguel Noguer ·
1984: William Carl Buchan / Jonathan McKee ·
1988: Christian Grønborg / Jørgen Bojsen-Møller ·
1992: Luis Doreste / Domingo Manrique